# Olorun

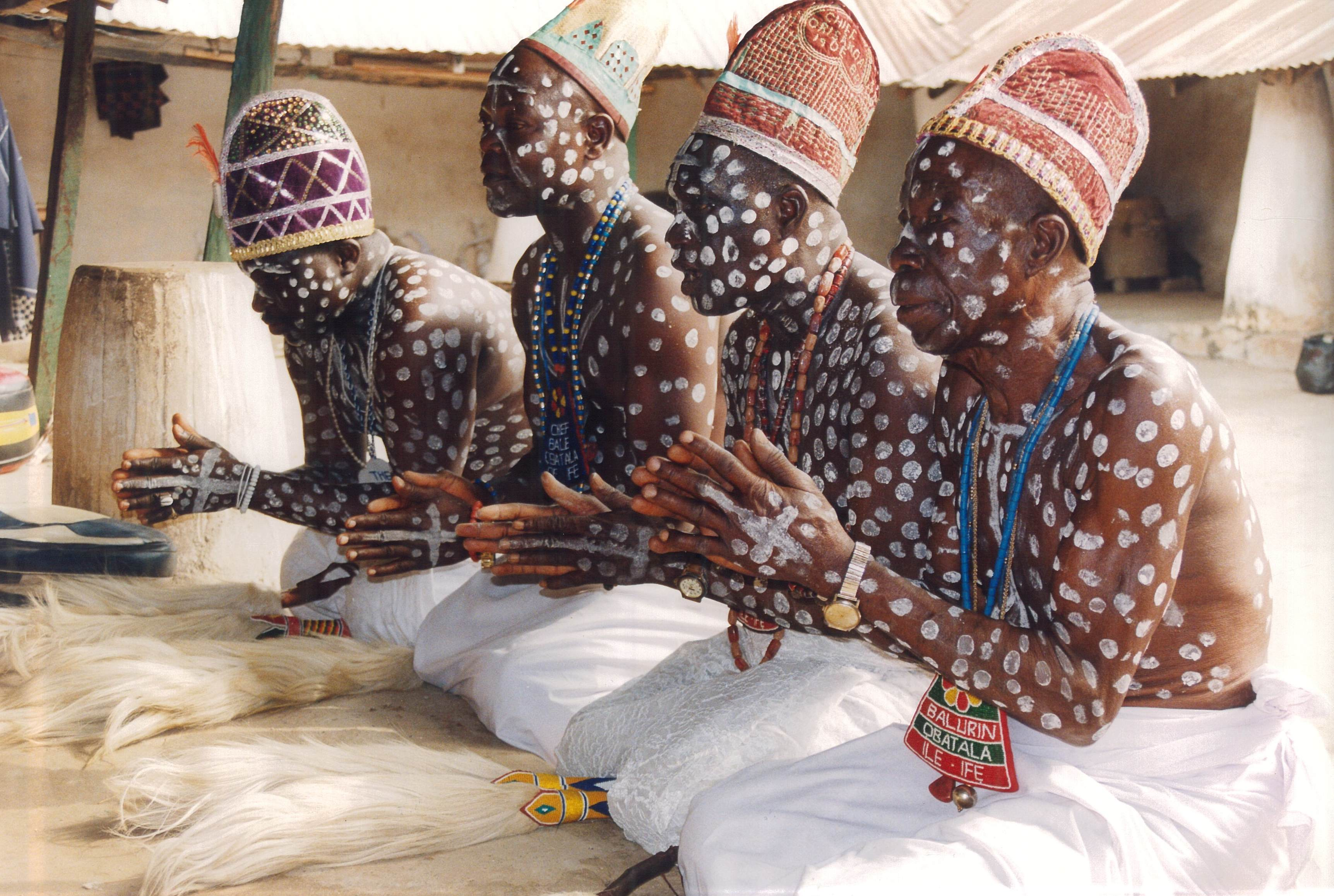
Obatala Priester in ihrem Tempel in Ife

Olorun (Olódùmarè, Odumare, Olófi) ist in der Religion der Yoruba Schöpfergott der Ashé und der Orishas und ist geschlechtslos.
Vor der Ausbreitung des Christentums und des Islams wurde Olódùmarè nicht in einer menschlichen Gestalt abgebildet. 
Zusammen mit den Orishas und den Ahnen (égún) hält sich Olorun im Himmel (òrun)auf, aber nur die Orishas Obatala und Ellegua kennen den genauen Aufenthaltsort der Gottheit.
Olorun hat mehrere Aspekte. Olofi ist derjenige Aspekt, der noch von Menschen über Orishas erreicht werden kann. Olódùmarè kommen keine Opfergaben zu, auch weihen sich der Gottheit keine Priester.